# グローランサー
『グローランサー』（GROW LANSER）は、キャリアソフトが開発し、アトラスが1999年11月25日発売したPlayStation用ゲームソフト（Best版は続編である『グローランサーII』と2001年7月26日に同時発売）。及び同ゲームを1作目とするシリーズの総称。TRPGであるルーンクエストの舞台であるグローランサ（Glorantha）との関連性はない。2001年4月25日にバストアップイラストをPC向けに新たに描き直されたWindows 98/Me版、2009年5月14日にリメイク版がPSP用ソフトとして発売された。

## 概要
ジャンルはノンストップ･ドラマチックRPG。キャラクターデザインはラングリッサーシリーズから引き続きうるし原智志が担当している。キャッチコピーは「ドラマチックが止まらない」。
ジャンル名が示す通り、イベントが途切れることなく物語が進行していく長編RPG。三国大陸全てをゲームエリアに使い、広大なフィールドを有する。ジャンルとしてはRPGだが、戦闘では移動フィールドが直に戦場となり、フィールド上の味方、敵、その他NPCがそのまま戦闘ユニットとして機能する。コマンド選択、イベント、演出中以外は常に時間が流れ、フィールド上のユニットがリアルタイムで行動していくリアルタイムストラテジーに近い戦闘システムを持つ。また、前述のシステムに合わせて登場キャラクターの作中での実力が、そのままレベルに反映されているという国産RPGでは珍しい仕様となっている（住人ならレベル1〜10、兵士ならば10〜30など）。これにより、「住人をモンスターからガードする」「兵士と共に敵を殲滅する」などのイベントが物語に組み込まれており、戦闘中であってもリアルタイムでイベント展開が進行、変化していく。
さらに、仲間キャラ全員に好感度が設定されている。これらはストーリー中の選択に加え、何度も発生する休暇イベントで主に上昇する。シナリオが一段落するたびに休暇が貰え、仲間達と会話したりイベントを起こすことで親睦を深めることが出来る。さらにストーリーが進むと領地が貰え、ここで休暇を過ごせば好きな仲間と行動して、イベントの進行に関係無く好感度を上げることが出来る。好感度によってその仲間のステータス画面での表情が変わったり、領地での休暇中に向こうから誘ってきたりと言った変化がある。好感度が高く、条件を満たしたキャラとはエンディングを迎えることが可能。
また、本作の大きな特徴として、オープニングアニメーションが二種類用意されていることが挙げられる。それぞれ男性キャラ、女性キャラとメインの登場キャラクターが異なる。ボーカルも男性版と女性版が存在し、それに伴って曲調も異なっている（PSP版ではオープニングアニメはそのままに、新曲に差し替えられた）。

## ストーリー
宮廷魔術師サンドラが拾った子供はとても奇妙な子供だった。「世界を滅ぼす闇にも、世界を救う光にもなる」との占いが出たからだ。物語は、その子供が成長し、外の世界に飛び出すところから始まる。多くの仲間との出会いを経て、彼は闇となるのか光となるのか…。

## ルート分岐（PSP版）
PSP版では新規キャラクターが追加され、それに伴い彼らを主軸としたストーリーが展開される新ルートへの分岐が用意されている。ストーリー途中の選択によってオリジナル版準拠のルートか新ルートに分岐し、終盤の展開がそれぞれ全く違ったものになる。
通常ルート（グローシアンの王ルート）
本来の展開。ゲヴェル撃破後、動き出した黒幕・ヴェンツェルとの世界の命運を賭けた戦いが繰り広げられる。
こちらのルートではPSP版の新規パーティキャラは仲間にならない。
新規ルート（闇落としルート）
追加キャラに焦点を当てたルート。ジャスティン等原作にいなかったキャラの介入によって、物語は本来とは全く別の方向に向かって行く。
新たなキャラが仲間になるが、その為パーティメンバーは新規メンバーで固定され、エンディングも新規メンバーしか迎える事はできない。

## 登場人物

### パーティーメンバー
パーティーメンバーのうち、ルイセ、ウォレスは固定メンバーのため外すことができない。ゼノス、アリオスト、ミーシャはストーリー上必ず仲間になる。ただしエリオットやジュリアン、カレンを仲間にするためには一定以上の好感度を要したり、隠しイベントを発生させたりする必要がある。リシャールとアメリアはPSP版新規ルートでのみ仲間になる。
PLAYER（主人公）
声：千葉進歩（IIおよびドラマCD） / 滝下毅（ゲヴェル洗脳時）
本作の主人公。17歳。身長172cm。性格は特に設定されておらず、選択肢によって仲間たちの好感度を上げたり下げたりするものがある。台詞もボイスも一切ない。
捨て子だったところをローランディア王国の宮廷魔術師サンドラに拾われ育てられる。幼少の頃、義母から成長を占った際に「世界を滅ぼす元凶となる」「世界を救う光となる」という極端な予言を受けたため、将来を危惧したサンドラの意向により王都ローザリアの中だけで育てられた。成長したカーマインは、サンドラに「これからは外の世界を経験するよう」言われ、ローザリアの外へ旅立つところから物語は始まっていく。右目が金色、左目が銀色のオッドアイである。髪は黒髪で左目にかかる前髪が特徴。性格は設定されておらず、彼の行動や言動は全てプレイヤーに委ねられる。武器は剣と槍と弓。剣は無条件に使用可能で、槍と弓はメイキング次第で使用可能。また、槍と弓のうちメイキングの結果使用できなかった方は、とあるイベントを発生させると使用可能。
正体は、過去グローシアン支配階級に反旗を翻したレジスタンスのリーダー・ベルガーの血肉からゲヴェルによって生み出されたフレッシュゴーレム（魔導生命体）。端的に言えばベルガーのクローンである。捨て子ということになっているが実際はローランディアへのスパイとして送り込まれたのが真相。
「オリジナル」であるベルガーの才能とゲヴェル細胞による身体能力強化により、常人を凌駕する戦闘能力を持つ。グローシアンではないものの様々な魔法を取得できるため、近接戦闘も魔法もこなせるオールラウンダー。
造物主である「ゲヴェルの波動」を受け続けていないと生きていられない存在のため、ゲヴェルが倒されれば徐々に衰弱し最後には溶解してしまう運命にある。幼い頃からゲヴェルの波動を遮る存在（グローシアン）のルイセが傍にいたため、ゲヴェルの波動を少ししか受けずとも問題無く成長し、ゲヴェルの波動を長時間受け続けなくても少しの間なら生きながらえることが可能となっていた。逆にゲヴェルの私兵として行動していたクローンたちは、ゲヴェルが消滅し波動の供給が途切れた際にすぐに消滅してしまった模様。
ストーリー終盤で衰弱は限界に達するも、ベルガーの持つゲヴェルの波動をパワーストーンの力によって移植され、わずかの間だけ本来の力を引き出せるようになる。余命幾許もない身でありながらも最後までヴェンツェルと戦い、人類を勝利に導いた。
戦いの後、女王ステラがパワーストーンの力を使ったこと、また、大勢の人間たちが主人公を助けようと願ったこともあり、ゲヴェルの波動を受けなくても生きられるようになり、思い人と人生を歩んでいけるようになった。
その後はローランディアの騎士として名を馳せ、各地で任務に赴いている。
普通の人間と変わらない肉体を手に入れたが、ゲヴェル細胞は健在している（『II』の声優コメントより）。ゲヴェルのオリジナルとも言うべきゲーヴァスの存在を感じ取るシーンがある。
続編である『II』においては主人公・ウェインの良き先輩として接しており、市民たちからは光の救世主グローランサーの名で呼ばれている。また強い自信を持ちながらも、いかなる状況においても冷静さを失わない芯の強い性格となっている。『II』の最終決戦ではマクシミリアン・シュナイダーに対し「俺は世界なんて救っていない。大切な人たちの居場所を守っただけだ」と告げている。本作で誰とエンディングを迎えたのかはボカされており、プレイヤーの想像に委ねられる。
『III』にもある手段を利用することで召喚することが可能。その場合は『I』～『III』の主人公3人でパーティを組むこともできる。
PSP版が発売された後にドラマCDも発売され、そちらでは普通に喋る。
小説版では「ディラン」、『II』およびドラマCDでは「カーマイン・フォルスマイヤー」という名前が設定されている。
ティピ
声：豊口めぐみ
カーマインが旅立つ際にお目付け役としてつけられたホムンクルス（魔導生命体）。生みの母はサンドラ。ゲーム開始時には生後2週間。見た目は人間だが体長は16.4cmで、背中の魔法翼で飛び回れる。体の大きさとは裏腹にカーマインに蹴りいれたり、指四の字固めをしたりと、とても元気で気の強いキャラクター。ホムンクルスの寿命は体の大きさに比例するため、彼女の寿命は1～2年程度しかない。必殺技は「ティピちゃんキック」。カーマインが変な行動を取ると容赦なく蹴る。一見するとこれはただのお笑い要素だが、実は彼女とのエンディング条件になっており20回以上蹴られないといけない（隠しコマンドで全ての武具・アイテムを入手してしまうとティピとのエンディングが見られなくなる）。
終盤のリシャールとの闘いでは自分の寿命について明かし、短い命であろうとも精一杯生きることが大事だと諭した。彼女とのエンディングを迎えればサンドラにより成体の肉体に移植され、普通の人間と変わらない寿命になる。その際は「ずっとずっとアンタが好きだった」と告白する。ティピ以外のエンディングでは、短い寿命でも最期の時までカーマインと冒険したいという旨を語って物語は幕となる。
続編にあたる『グローランサーII』では彼女の日記を読むことができるが、生死については不明とされている。4作目『IV』では、彼女と似た容姿で同じ声の使い魔が登場している。
身長16.4cm。スリーサイズは、上から8.2・5.0・8.1。
ルイセ・フォルスマイヤー
声：小松里賀
カーマインの義妹でサンドラの実娘。14歳。ピンク色の長いツインテールが特徴。皆既日食の日に産まれた最も強大な力を持つグローシアンであり、強力な魔法を操る素質を持つが、その力ゆえ人々を遠ざけてしまい内向的に性格になった。本人は泣き虫で甘えたがり。魔法学院に通っており、グローシアンであることで周りからは多少距離を置かれているところがあるが、学友のミーシャとはとても仲が良い。義兄であるカーマインへの想いを胸に秘めており、自宅での魔導研修をまだ早い時期に申し出たのもそのためである。武器は杖と魔法カードで、グローシアンなだけあり、全キャラ中唯一全ての魔法を自力で習得できる上、INTの数値も高い反面、非常に打たれ弱い。
作中終盤にてヴェンツェルにグローシュを抜き取られた結果、徐々に記憶退行を引き起こし仲間たちのことすら分からなくなってしまうが、カーマインの時空干渉能力により記憶とグローシュを取り戻しグローシアンに弱いゲヴェルに対する切り札となった。だが、その力でゲヴェルを倒した事でカーマインの命が危機に晒され、兄が苦しむくらいならゲヴェルに支配された方が良かったとすら言い放つ程に後悔する。
姓である「フォルスマイヤー」が明かされたのは、カーマイン同様続編にあたる『II』から。また、彼女の声優はシリーズ六作目の少年キャラクター・ルキアスとして出演している。『VI』のドラマCDやクリア特典点の声優コメントではルイセの声真似をしている。
身長154cm。スリーサイズは、上から81・53・80。親友のミーシャと比べてしまい体型にコンプレックスを持っている。
終盤の休暇イベントではティピにカーマインとは「仲の良い兄妹」と言われた事で、このままでいいのかと迷いを抱くようになり、彼女のエンディングでは義理の兄であるカーマインを妹ではなく、一人の女の子として愛していると告白し結ばれる（恋人になっても呼称は相変わらず「お兄ちゃん」であり、『II』でも変わっていなかった）。
ウォレス
声：玄田哲章
元ベルガー傭兵団の、3人の副団長の1人。36歳。身長は194cm。サンドブラウンの長髪をオールバックにしている。元々は「ベルガ―傭兵団」の副団長であったが、行方不明になった隊長ベルガーを探すため脱退。放浪の旅に出るが、物語の2年前に道中で出会った謎の仮面の男に襲われ両目の視力と右腕を失う。サンドラに義手と義眼を作ってもらい、その恩からカーマインの旅に付き合う。長年一人旅を続けてきただけあって実戦経験豊富で冷静沈着な性格。パーティーの兄貴分として随所で的確なアドバイスを与えてくれる。視力と右腕を失う前は、グランシルの闘技大会エキスパート部門で優勝したり、当時のインペリアルナイツと一騎討ちで何日も戦い続けていられたほどの凄まじい強さを誇っていた。全盛期に比べて実力は低下している（本人曰く、物語前半の時点では「全盛期の半分の実力も出せていない」との事）が、豊富な経験と失われた視力を補うべく鋭敏化した嗅覚と聴覚を持つ。また、義眼によって人影がわずかに見える程度の視力は取り戻した。今でも巨大な水晶を鉄拳による一撃で破壊するなどパワーは健在である。武器はブーメランソード（2本の剣を連結させた投擲剣）と義手（いわゆるナックル）。過去の回想やオープニングアニメではブーメランソードを所持している。魔法は全く使えないが、ブーメランソードによる間接攻撃や、非常に高い打たれ強さで頼りになる。中盤ではゼノスがガムランの罠にかかり、偽りの恩義を植え付けられたことを見抜き、ガムランの人柄を語ることで過ちを正させた。後にガムランと対話した際は「団長の目がなければ殺していたかもしれない」と言われており、互いに折り合いが悪かった模様。逆にもう一人の副団長だったウェーバーとは親友同士であった。
エンディングはローランディアの将軍として迎え入れられ、各地の混乱を鎮める役割を果たしている。カーマインとエンディングを迎えた場合は彼の相棒として任務に旅立つ姿が描かれている。また続編である『II』では、サンドラを主人公にした物語において彼女からカーマインの保護者として頼りにされている描写がある（カーマインとしては心配されるのが心外な様子で困っていたが）。この物語の中では、サンドラの夫の候補者として若き日のウォレスの名前が挙げられている。
ミーシャ
声：豊嶋真千子
ルイセと同じ魔法学院に通う女の子。15歳。かなりドジで失敗ばかりしているが、それにめげない明るい性格を持つ。カーマインに一目ぼれしており「お兄様」と呼んで慕っている。学友たちに心配されるほど夢見がちで妄想壁の持ち主。身寄りのない自分を引き取り、魔法学院に入学させてくれたマクスウェル学院長に多大な感謝をしている。しかし、その裏にはある事実が隠されている。
彼女の正体はマクスウェルによって生み出された「人間大のホムンクルス」であり、彼女が持つ記憶のほとんどは植え付けられた偽物である。製造目的は強力なグローシアンであるルイセの監視。彼女の目を通してマクスウェルはカーマイン一行の動向も監視していた。これらの事実はマクスウェルの悪事と本性が露見した際に判明し、自分がルイセを裏切っていたことを知り絶望してしまう。しかしカーマインかアリオストの励ましによって立ち直り「ルイセの友人」として最後まで戦い抜き、マクスウェルの傀儡という境遇を断ち切った。このイベントを行わずマクスウェルを倒してしまうとミーシャは行方をくらませてしまい二度と仲間に出来なくなる。
なおホムンクルスの寿命は身体の大きさに寿例するためミーシャの寿命は普通の人間と変わらないという。
武器は杖とハンマーで、魔法使い系のキャラの中では最もHPや防御力が高い反面、INTの数値が低く、魔法で与えられるダメージが低いという特徴がある。
身長157cm。スリーサイズは、上から89・55・82。同年代の親友であるルイセが羨むスタイルの持ち主。
カーマインとエンディングを迎えなかった場合、戦いの後は彼女に想いを寄せていたアリオストと結ばれる。
アリオスト
声：三木眞一郎
魔法学院に研究室を持つ、若き天才魔導研究家。25歳。身長は182cm。外見は人間そのものだが、フェザリアンの母と人間の父を持つ混血児。そのため、優れた頭脳とそれに裏打ちされた魔法の知識を持ちつつも、MPは少ない。母に会いたい一心でフェザリアンや飛行装置に関する研究を進めている。自分と比べて、とても明るく前向きな性格のミーシャに思いを寄せている。武器は剣と爆薬であり、前衛でも後衛でも戦力になる攻撃力を持つが、最強武器は爆薬のみ装備可能なことや、打たれ弱いことを考えると後衛向き。MPの最大値が魔法使いキャラの中で最も低いが、INTの数値は最も高い。
温泉の女湯の覗きイベントでは、覗きに行こうとするカーマインの監視という名目でくっついていくなど根はスケベ。覗きにいかなければ残念そうにするのでウォレスからツッコまれる。
ミーシャ以外のエンディングを迎えた場合は、戦いの後で彼女と結婚する。『グローランサーIV Return』のOVAではエンディングアニメにミーシャと共に登場。
ジュリアン・ダグラス
声：手塚ちはる
17歳。代々インペリアル・ナイトを輩出してきたバーンシュタイン王国の名門ダグラス家に生まれた長女。17歳。本名は「ジュリア・ダグラス」だが、インペリアル・ナイトになるために男性名としてジュリアンを名乗り、厳しい教育を受けてきた。だが、ダグラス家に男子である弟が生まれたことで父親の期待が弟に移り、失意の中、剣を捨てようとするが、カーマインたちと出会うことで剣を振るう意味を知り立ち直る。その後、インペリアル･ナイトとなった彼女は使命のためカーマイン達と剣を幾度も交えることとなる。インペリアル･ナイトになる際、女である事実が発覚することを懸念した父親によってダグラス家を勘当されている。武器は大剣と鞭で、ややパワー寄りの万能型の前衛キャラ。ストーリー的には大剣を使っているが、鞭の方が射程の長さに優れ、使いやすい。彼女が女性であると判明するイベントはサブイベントであり、起こさなかった場合は最後まで男性として振舞う。またある程度の好感度がなければ仲間に出来ない。女性版のオープニングでは本来の姿で登場しているため、ネタバレになっている。
好感度を上げてイベントを発生させ続ければ、カーマインと二人きりのときだけ「（リシャールとライエルたちの関係を見習って）マイ・ロード」と呼ぶようになる。またイベントでは女性としての服装でカーマインとデートする。
身長173cm。スリーサイズは、上から91・58・86。作中で1、2を争う巨乳の持ち主。
彼女のエンディングではカーマインを愛していると思いを伝え、休日には一緒にデートをして平和なひと時を満喫している。
Ⅱにおいては性別が発覚した&彼女とカーマイン双方が闘技場チャンピオン経験者という設定を引き継いでおり、女性だけで構成されるユニコーン騎士団の団長として多忙な日々を送っている。
ファンディスク｢伝説の遺産｣によると、ルイセとティピ視点では｢カーマインの本命｣、｢カレンやミーシャを上回る最強の恋敵｣と見做されている。
ゼノス・ラングレー
声：遠近孝一
大剣を振るう、さすらいの傭兵。25歳。身長は187cm。父が行方不明となり、継母が死亡した後は義妹カレンを護ることを第一に考える。家族思いで親切な人物。しかし、闘技大会フレッシュマン部門決勝戦でカーマインに負けてからは彼の人生には闇が付き纏う。ある事情により重大な罪を犯す。そして、彼の出生には重大な秘密が隠されている。武器は大剣と斧で、魔法が全く使えない。また、移動速度も遅い為、隊列の後ろに配置して敵の挟撃に備えると良い。
実は闘技大会で敗北したのは密かに毒を盛られていたからであり、ガムランから「カーマインが毒を盛った」と嘘をつかれていた。カレンが何者かに襲われ毒によって致命的な状況に陥り、その手術費用を出してくれたのがガムランだったこともあり信用してしまう。そのままシャドー・ナイツに加わりガムランの配下となり、命令されるままクレイン村のグローシアンであった村長を殺害（ただし限りなく黒に近いが本編では語られていない）。以後もガムランの操り人形となりカーマインらの命をつけ狙う。暗殺が失敗すると自らの手で倒しに現れ、カーマインが毒を盛ったことやガムランへの恩義を語り、自分が戦う理由を告げる。しかしガムランの名前を聞いたウォレスから彼の人間性や過去を語られ、「ガムランは毒の扱いに長けており、カレンも毒に侵された」ことから不信感を抱き撤退。その後、ガムランを問い詰めたところ認めたため離反しようとしたが、既にカレンは呪いをかけられ幽閉されていた。カレンを助けずストーリーを進めた場合は死亡してしまい、妹の敵討ちのためにカーマインに同行する。逆に助けた場合はその恩義とけじめをつけるべくカーマインの仲間に加わる。
実はベルガーとシエラの間に生まれた子であり、冒頭でシエラの言う「あの子」とはゼノスのことである。行方不明になった父親のことは「見つけたら殴ってやるつもりだった」と語るが、事情を知った後は怨む気もなくなった模様。ベルガーの実子であるため時空干渉能力を得ており、終盤の決戦ではカーマインと共に能力を用いて世界中の人々をグローシアンへと変え、パワーストーンの精製に一役買った。この戦闘ではパーティに入れるのは任意であり、入れなかった場合は同行者NPCとして参戦する。
彼とのイベントではエプロンをつけて手料理を振る舞うなど意外な一面を垣間見られる。カレンを救出していなければエンディング後に人知れず旅立ってしまうが、助けた場合は闘技場で優勝し「剣闘王」として名をはせることになる。続編『II』ではカレンが生存しているため、後者の設定が使われている。
カレン・ラングレー
声：浅野るり（I） / 水谷優子（II）
ゼノスの妹。20歳。とても優しい性格だが、内気な性格で兄以外にあまり心を開かない傾向にある。序盤に受けた毒の治療のために保養所に入院し、退院後は患者のために献身的に働いている。独学で薬学を学んでおり、『II』では実家を改修して自分の病院を開く。後にゼノスを利用するべくガムランの人質にされ、呪いを掛けられた事でその命をガムランに握られる。この呪いに対処して救出したか否かで生死が分かれ、生存させた場合のみ以降も仲間にできる。
戦闘では魔法瓶（カプセル型の薬品のような外見をした魔法の瓶）や注射器という、視覚的なインパクト抜群の武器で攻撃する。回復魔法の習得が早く、INTもルイセとほぼ同等。また、魔法瓶は属性付きの武器（回避率を無視する性質を持つ）なので、回避率が高い敵に対して有効。
ベルガーの親友夫妻の娘であるが、母が彼女を妊娠した後に父が死亡。ベルガーの妻であるシエラが同時期に死亡したことでラングレー家も育児の危機を迎えていたこともあり、5歳のゼノスと乳児のカレンを其々連れて再婚の運びになった。ゼノスが実母や父の再婚のことを忘れていた上に、カレンの母も物語開始10年前に過労死するまでゼノスとカレン双方を我が子として公平に扱っていた為、カレンは物語終盤まで自分がベルガーの実子であると信じ込んでいた
身長165cm。スリーサイズは、上から91・55・85。
義兄ゼノスに対して思慕の念を抱いているが、実は義父ベルガーの面影を彼に求めていた。カーマインとの交流を経て初めて家族以外の男性を愛するようになるものの、そのカーマインがベルガーのクローンであることを知り愕然とする。彼女とのエンディングを迎えると、自分が父の面影を追いかけてるだけだったのかと思い苦悩するが、カーマインへの愛情は二人の思い出から育まれた本物であるとして改めて彼に告白した。カーマインと結ばれなかった場合はゼノスと仲睦まじく暮らしている。
エリオット
声：鶴野恭子
品のある風格を漂わせる少年。14歳。身長はカレンと同じ165cm。バーンシュタイン王国の王子であるリシャールと顔が瓜二つ。若干控えめな性格だったが、目的のためにカーマインたちと旅を続けるうちに堂々とした風格を身につける。育ての両親より剣術と魔法の教えを受けた、魔法剣士。厳しくしつけられて育てられたため、礼儀作法も得意なものとなっている。家族ともども盗賊達に襲われているところを助けられることによって出合った。武器は細剣と弓矢で、やや打たれ弱いが足が速いという、万能型の前衛キャラ。犬が苦手。
実は本物のバーンシュタイン王子であり、生まれてすぐにゲヴェルの陰謀によりクローンであるリシャールとすり替えられた。本来ならそのまま始末されるはずだったが、ゲヴェルへの反意を持つヴェンツェルによって上述の育ての親に預けられ、秘密裏に育てられていた。レティシアからはリシャールと勘違いされ険しい態度を取られた。エリオットがつけている腕輪は生まれた当時の魔術師たちが創ったものであり、内側にはその魔術師たちの名前が掘られている。リシャールのは外見だけを真似た偽物であるため、これがエリオットの身分を証明することとなった。
事情を知った後はカーマインらと協力し、戦争を止めるべくリシャールとの決戦に加わる。勝利後はリシャールに対する気遣いを見せており、彼に対する怨みなどは特に見当たらない。仲間にする場合はジュリアンと同じくイベントを起こして好感度を上げる必要がある。イベントではカーマインの弟分のような存在となる。
ゲヴェル討伐後、ヴェンツェルが本性を現し破壊活動を開始。彼の部下であった育ての親も破壊活動に加わり、エリオットは義理の両親と戦うことになる。既に義理の両親は呪いをかけられており、ヴェンツェルを裏切ると死ぬ運命にあった。戦闘後はエリオットを育てたのは命令されたからだったが、愛情を持っていたのは本当だったことを語られ永遠の別れを迎える。
アメリア
声：田村ゆかり
PSP版の登場キャラであり、新規ルートでのみ仲間になる。主人公たちとローザリアで道に迷っているところで出会う少女。19歳。10代の若さで魔法学院の研究室を与えられるほど魔法に精通した知識の持ち主。一見しっかり者でとっつきにくそうだが、極度の方向音痴でノリのいい人物。ジャスティンやメルフィとは知り合い。PSP版で追加された新規ルートにおいて重要な役割を果たす。武器は長弓とスタンガン。
リシャール
声：鶴野恭子
PS版からの登場人物だが、PSP版の新規ルートでのみ仲間になる。バーンシュタイン王国王子。14歳。身長165cm。王子でありながら卓越した剣術を誇り、14歳という若さでインペリアル・ナイトを統べるインペリアル・ナイツ・マスターとなる。特技は剣術、好きなものは平和、嫌いなものは屈辱である。民と平和を第一に考える人物だったが、新王に即位後、突然傲慢な性格に急変し隣国ローランディア王国に対し攻撃を始め、世界に戦禍を広げる。
正体は、赤子であったバーンシュタインの王子の細胞とゲヴェル細胞からゲヴェルにより生み出されたフレッシュゴーレム。すぐに本物の王子と摩り替えられ、「リシャール」と名付けられた。尊大な性格ながらも民と平和を愛しており、仕官学校時代に出会ったライエルとリーヴスを心服させるカリスマを持つ。さらに、ゲヴェルの細胞を保持しているため人間を超越する戦闘能力を有していることで、わずか14歳でインペリアルナイツのマスターとなった。戴冠式を境にゲヴェルの洗脳が強くなり、三国大陸全土に戦火を広げていった。
バーンシュタイン王城で主人公勢との決戦に破れ、投獄される。それからゲヴェルの死後、牢獄で苦痛と死の恐怖に悶え苦しみ、哀れんだライエルによって救出される。その後はライエルとともにヴェンツェルの配下となり、破壊活動に協力する。ヴェンツェルもまたゲヴェルの波動をもつ存在であり、生きるためには彼に付き従うしかなかった。しかし、徐々に洗脳されていき、人を殺すことに何の疑問も抱かなくなってしまう。
時空制御塔の最終決戦ではライエルとともに主人公たちの前に立ちふさがる。そこでティピもまた、一年しか生きられない短命であることが明かされる。そして主人公の説得により裏切ったライエルを殺そうとするが、最後には友情が洗脳を打ち破り本来の自分を取り戻す。その直後、ヴェンツェルによってゲヴェルの波動が遮断され、溶解して死亡した。ゲーム中のステータス上も高く時空制御塔ではLv75と、ラストボスの最終形態と同一のLv数となっている。
PSP版新規ルートでは生存し、敵対していた頃とは違い、本来の民を愛する仲間思いな性格に戻っている。大剣と専用の槍（ランス）を用いる。
リシャールがローランディアに戦争を仕掛けるきっかけとして利用した偽貴族は、口封じのために彼自身の手で切り捨てられている（携帯アプリ版設定）。

### ローランディア王国
サンドラ･フォルスマイヤー
声：二木静美
カーマインの義母で、ルイセの母。ローランディア王国の宮廷魔術師でヴェンツェルの弟子。ティピを始め、魔導研究による産物でカーマインを助ける。予言によって主人公が「世界を救う光、世界を滅ぼす闇」ということを知りながらも彼を引き取り、正しい心を持つようにと育ててきた。ゲーム開始時にカーマインを外の世界に送り出す。しかしそれから程なく謎の刺客に受けた毒に倒れ、その治療方法を探す事を皮切りにカーマインは本格的な冒険に出る事になる。彼女の姓である「フォルスマイヤー」が明かされたのは、カーマイン同様続編にあたる『II』から。
常に敬語でクールな女性であるが、『II』の番外編では彼女の少女時代が描かれ感情豊かな努力家であったことが明かされた。婚約者の一人にウォレスが上がっている（誰が夫になったのかは不明）。カーマインからは「母さん」と呼ばれている。実は未だに子離れできず任務に向かうカーマインを心配したため彼を困らせていた。
アルカディウス
声：増谷康紀
ローランディア王国を治める国王。温厚な性格で、国や国民を大事にしている。騎士となったカーマインに全幅の信頼を寄せ、終始彼らを支援し続けた。パワーストーンの副作用についても憂慮しつつヴェンツェルを倒すべく使用を決断。エンディングでは「世界を救った勇者を死なせるわけにはいかない」「パワーストーンの副作用など怖くない」とカーマインの為に堂々と使用を宣言し、女王ステラと共に彼を縛る呪いから解放した。続編の『II』にて、『I』の終了後に大勢の国民に惜しまれながらこの世を去ったことが明らかになる。
レティシア
声：満仲由紀子
ローランディア王国の姫で、アルカディウスの娘。城の外に出る機会に恵まれず、リシャールが新王として即位する際にローランディアの代表として出席する折、カーマイン達に護衛されてバーンシュタインとの国境へ向けて旅立った時は、外の世界を見て喜んだ。しかしリシャールがクーデターを起こした際に捕らわれ、ガルアオス監獄へ収監されそうになる。間一髪のところでカーマインたちに助けられ、エリオットと遭遇した時にはリシャールと勘違いして怒りを見せていた。しかしバーンシュタインに怨みはないらしく、戦争が終わった時にはバーンシュタインのパーティーに出席し和平に喜びを見せていた。
ストーリーに関わるキャラクターで立ち絵が無い者が多い本作において、PSP版ではただ一人立ち絵が追加された。
ブロンソン
声：遠藤守哉
ローランディア王国軍の将軍。3国の国境地帯である迷いの森に程近い重要拠点、ラージン砦を任されている知将。ローランディアとバーンシュタインが開戦後、迷いの森方面の指揮を取る。
ベルナード
声：木下尚紀
ローランディア王国軍の将軍。ローランディアとバーンシュタインが開戦後、ノストリッジ平原に展開する軍の指揮を取る。
アイリーン
声：吉田愛理
ラシェルの保養施設に勤務する女医にして、グローシアン。マクスウェルによりグローシュを奪われ、廃人となったがカーマインの能力により真のグローシアンとして復活した。
ニック
声：滝下毅
アイリーンの恋人である剣士。グランシルの闘技場にてカーマイン・ルイセのペアと交戦した。

### バーンシュタイン王国
アーネスト･ライエル
声：置鮎龍太郎
インペリアル・ナイトの一人。二本の剣を華麗にさばき敵を倒す。リシャールとオスカーとは士官学校からの親友で、何より二人を大切に思う優しさと、情け容赦なく敵を倒す非情さを併せ持つ。
オスカーとは親友の設定だが、ゲーム中においてはオスカーよりも一ランク上の実力に設定されており、オスカーと共に初対戦する際からLvは64。
バーンシュタイン王都ではLv68、時空制御等や闘技場ではLv72まで上昇する。
オスカー・リーヴス
声：上田祐司
インペリアル・ナイトの一人。巨大な鎌を振るう。温厚な性格だがリシャールとライエルのために、あえて敵であるカーマインに協力する。
初対戦は橋の上での決戦。ローランディア兵100人以上と戦ってやや疲弊している設定だが、それでも強く、初登場時のLvは53。
バーンシュタイン王都ではNPCユニットとしてステータスを見ることができるが、Lv58、HP693とその時点でのプレーヤーキャラとは一線を画す数値が確認できる。
なお、闘技場で敵として出てくるオスカーのLvは58のため、おそらくNPC加入されたオスカーの強さと同一と思われる。
アンジェラ
声：新千恵子
バーンシュタイン王国王母。エリオットの本当の母。リシャールにより王都から王家御領地の別荘に移され、軟禁状態となっている。今まで育ててきた我が子が偽物だと知らされ、カーマインたちの協力者となった。しかし、今まで親子として接してきたリシャールを完全に敵としてみなせないでいる。
ダグラス卿
声：徳山靖彦
バーンシュタイン王国北部の都市シュッツベルグの領主で、数々のインペリアル・ナイトを輩出した名門ダグラス家の当主にして元インペリアル・ナイト。そして、ジュリアの父親。アンジェラの提案の元彼女と共にやって来たカーマイン達と会見し、協力する。

### シャドー・ナイツ
ゲヴェルの私兵として働かせるため、彼の命令でヴェンツェルが組織させた「暗躍する騎士たち」。ヴェンツェル自身が初代シャドー・ナイツマスターとなり、彼が去った後はガムランが後任としてマスターとなっている。ゲヴェルの手から離れたヴェンツェルに従うシャドー・ナイツもいる。「グローランサーコレクション」によれば、リシャールに従う者は「Gシャドー・ナイツ」。ヴェンツェル側はVシャドー・ナイツと呼ばれている。なお、序盤でサンドラの研究資料を奪ったのはVシャドー・ナイツの仕業である。バーンシュタインとの戦争が始まるまでローランディア側もその存在を知らなかった。
ガムラン
声：麻生智久
元ベルガー傭兵団の、3人の副団長の1人。魔法と毒物そして呪術に精通した人物。ベルガーが行方不明となった後は早々に傭兵団に見切りをつけ、バーンシュタイン王国の暗部であるシャドー・ナイツの2代目マスターとなる。狡猾で残忍な性格で、卑劣な手段を平然と使う。ウォレスとは折り悪く、ベルガーの目がなければ殺していたかもしれないと語っている。
破壊・妨害工作において秀でたシャドー・ナイツだが、単体での戦闘能力はインペリアル・ナイツに劣る。そこでゼノスに目をつけたガムランは、カレンを拉致して彼を意のままに操ろうとする。誘拐が失敗した後は、カレンを部下に襲わせて猛毒に侵し、その手術費用を出したことでゼノスに恩を売って仲間に加える（このイベントは任意であるためスルーすることも可能）。ゼノス自身はガムランの計略を知らず、純粋にカレンを助けられた恩で付き従っていた。しかし、ウォレスからガムランの本性を告げられたことで疑問を抱いたゼノスに問い詰められ、ガムランは計画のすべてを明かす。それは既にカレンを手中に収め、さらに呪いによる呪縛で命まで握っている自信からだった。カレン救出ルートではカレンを助けにきた主人公たちと対決。呪いを行使してカレンを殺そうとしたが、ブラッドレーの妨害により無効化されたため撤退した。
その後、バーンシュタイン王城にて自ら兵を率いて主人公たちと対決するも敗死。死に際にはウォレスから「あばよ、旧友」と言葉を手向けられている。
モンスター使い
声：声優不明（クレジットなし）
特殊な薬物を用いてモンスターを使役することに長けた青年。名前は不明。シャドー・ナイツとしてガムランの命により、ローランディアの進軍を阻む。二度に渡ってカーマインたちと闘い、力及ばず敗死した。徹底して人を信用しない性格だが、ラファガだけには本当の友情を抱いていた。
PSP版の攻略本によれば、もとはクレイン村の出身であり、当時の領主だったヴェンツェルの目にかかりシャドー・ナイツに勧誘されたという。
ラファガ
シャドー・ナイツのモンスター使いの相棒。鷹に酷似した外見を持つモンスターであり、主人であるモンスター使いを持ち上げて飛行することが可能。

### ランザック王国
ウェーバー
声：今村直樹
元ベルガー傭兵団の、3人の副団長の1人で、現在はランザック王国軍の将軍。豪快な性格で、剣術に長けている。ウォレスとガムランが去った後残された部下の傭兵達を連れてランザックへ赴き、部下共々仕官した。
ランザックとバーンシュタインの同盟が決裂したのち、ジュリアン・ダグラス将軍率いる部隊がランザックを強襲。その際に指揮を執り、激戦の末ジュリアンを撤退させた（主人公が駆けつけた場合は、ウェーバーたちと共闘してジュリアンと戦うことになる）。
終盤、ヴェンツェルの攻撃で主君たる王と王城諸共失い、ヴェンツェルへの復讐心を滾らせる。その後、ブロンソン将軍と共にヴェンツェルと戦い、パワーストーンによってヴェンツェルの再生能力を奪うべくカーマイン達に協力した。しかしPSP版の新規ルートではジャスティンの計略により王城地下に封印されていたゲヴェルが蘇り、戦闘の末に死亡したことが語られる。
ランザック王
声：木下尚紀
ランザック王国を治める国王。ウェーバー達を仕官させ、魔法後進国である状況を打破すべくバーンシュタイン王国から亡命してきたヴェンツェルを抱え込んだ。バーンシュタインがローランディア王国に宣戦布告した後最初はバーンシュタインと同盟を結んで共闘しようとするが、最終的にはローランディアと同盟を結ぶ。
人間たちへの見せしめとしてヴェンツェルが放った魔力の衝撃波により、王城と運命を共にした。

### 魔法学院
ブラッドレー
声：西脇保
魔法学院副学院長。神経質な性格。メディス村出身。口下手な部分があり他人から誤解される損な性格の持ち主だが、呪術の研究をしており、予期せず呪いの被害に遭う人々を救おうとしている。情熱ある精神の持ち主であり人を寄せ付けないのは自らが専攻する呪いの恐ろしさを肌で知っているからである。カレンを救出する際にはその知識と技術を活かしてカーマイン達に協力し、カレンの呪いを解いた。マクスウェル学院長の後釜となって、学院長に就任する。のちにカーマインの時空干渉能力によってグローシアンとなった。
副学院長秘書
声：菅沼久義
ブラッドレーの秘書を務める男性。ブラッドレーを尊敬する好青年。マクスウェルが没した後、学院長となったブラッドレーの秘書となる。
マクスウェル
声：高塚正也
魔法学院長。とても優しく沢山の生徒に人気がある。ミーシャの保護者代わりとして面倒を見ている。グローシアンの研究を続け、ある結論に至る。
表向きは生徒に人気のある学院長だが、裏では悪徳商人のグレンガルと手を組んで悪事に加担していた。巧みに表と裏の顔を使い分け、カーマインたちを利用して用済みとなった盗賊たちを始末させ、自分の悪事を隠蔽した。
実はグローシアン王族の末裔だが、血が薄れて行ったことで自身にはグローシュが備わっていなかった。研究の末にグローシュを抜き取るという装置を生み出し、グローシアン狩りの騒ぎに乗じて大勢のグローシアンからグローシュを奪っていったが移植するのは失敗していたため、最後までグローシアンになることができなかった。廃人と化すグローシアンに罪悪感を持つことはなく、自分がグローシアンになることが重要だと考えている。
自身がグローシアンの王族の末裔であることから、他者を常に見下しているが普段はその本性を隠しているなど、どこかヴェンツェルと通じている部分がある（劇中でもヴェンツェルが離反した際は「（やり口が）マクスウェルと同じ」と言われている）。前述の通り、マクスウェルは王族の末裔だがヴェンツェルとの血縁関係は不明。
強力なグローシュを持つルイセに目を付け、ミーシャの目を通して監視していた。
ミーシャの記憶を操作して偽りの記憶を持たせ、自分を人間と信じ込ませてルイセに近づけさせた。しかし真実を知ったミーシャは偽りの記憶と主人よりも友情と仲間たちを選んだ。最後は学院長秘書ともども敗北し死亡した。
学院長秘書
声：藤野とも子
マクスウェルの秘書を務める女性。ティピいわく「金髪でスタイルのいい美人」だが、その言動はそっけない。
実はマクスウェルによって生み出されたホムンクルスであり、ミーシャの先輩に当たる。ミーシャとは違って記憶を操作されてはおらず、主の命令に忠実にしたがっている。本性を現したマクスウェルとの戦いでは自ら参戦するが、主共々敗れて死亡する。彼女が死んだ後は、別の人間が新たな学院長の秘書となっている。

### フェザリアン
ステラ
声：森下真子
フェザーランドを治める女王。自分よりも種族全体を重視し、戒律を遵守する典型的なフェザリアン。しかし拉致された際にカーマイン達に救出されて以来、徐々に人間への認識を改めるようになり、最後は時空制御塔を地上に落とす為にフェザーランドを放棄する事を決断するまでに心を動かされる。エンディングではアルカディウス王と共にパワーストーンを使用し、カーマインを縛る呪縛を断ち切った。
ジーナ
声：藤野とも子
アリオストの実母であるフェザリアンの女性。かつてアリオストの父と出会い、彼と種族を超えた愛で結ばれアリオストを生むも、戒律を破ったとしてフェザリアン達によりフェザーランドへと連れ去られ、以降ずっと監禁されている。
地上に降りた際に怪我をしてしまい、アリオストの父に引き取られ手当てを受けたのが出会いの始まり。当初は他のフェザリアンと何ら変わりない性格、口調で人間を卑下し、自分を助けてくれたアリオストの父に対してもそれは代わらなかった。しかしアリオストの父や村の子供たちと暮らすうちに心境が変化していき、現在では優しさと母性に溢れた性格である。
メルフィ
声：富田麻帆
PSP版にのみ登場。主人公たちの旅先で出会うフェザリアンの少女。グローシアンに両親を殺されており、人間（特にグローシアン）に対して強い嫌悪感を抱いている。ジャスティンには心を開いているがその他の人間にはぶっきらぼうな態度で接する。そのためジャスティンには度々いさめられることも。
実際はジャスティンに利用されていたに過ぎず、両親を殺害したのもグローシアンの仕業と見せかけたジャスティンによるものだった。

### グローシアン支配時代の関係者
ヴェンツェル
声：江川央生
本作のラストボス。ランザック王国お抱えの魔術師で元魔法学院長。そして、バーンシュタイン王国に仕えていた元宮廷魔術師。サンドラが魔法学院の生徒だった頃の師で膨大な知識を持つ。ゲヴェルに脅されてシャドー・ナイツを組織したり、エリオットとリシャールをすり替えるなどの裏工作をさせられていた。その一方でゲヴェルに反旗を翻しており、密かにエリオットを助け、後にカーマインたちに力を貸した。
しかし、物語終盤で本性を現し、ルイセからグローシュを奪いグローシアンとして復活。そのまま逃走し姿をくらますが、ゲヴェルが倒れた後に自身の野望を実現させるため世界に宣戦布告する。なお、それまでは白衣であったが黒衣となり、目つきも悪人染みたものへと変わった。民衆の支配が目的なので、兵士や戦力になりそうな者だけを狙って殺害を企てている。
その正体は、グローシアン時代最後の王。人間は争いが好きだと考えており、それを統治するに相応しいのは永遠の命を持つ自分であるとも考えている。グローシアン王時代にゲヴェルを生み出し自身との融合を始めるが、実験は失敗。強大な生命力（再生力・寿命）と時空干渉能力を得たが、引き換えにグローシアンとしての能力を失ってしまった。暴走したヴェンツェルはグローシアンを虐殺してしまい、これによりグローシアン支配時代は幕を下ろし、ヴェンツェルはグローシアン最後の王となった。以降は民衆にまぎれてひっそりと復活の機会をうかがいながら生き続けていた。
そこへ復活したゲヴェルがヴェンツェルの波動を感じ取って現れ（仲間を探していた）、脅迫される形で協力することとなった。しかしゲヴェルは主人公たちに倒され、その機に乗じて世界に宣戦布告。手始めにランザック王城を吹き飛ばし、洗脳したリシャールと仲間にしたライエルを使ってローザリアで破壊活動を行わせた。カーマインたちとの直接対決でも膨大な生命力を用いて無尽蔵に再生し、圧倒的なタフネスを見せつけた。更に危なくなるとすぐにテレポートで逃げてしまう。
だが、パワーストーンによる「奇跡」によって再生能力は失われ、更には人々の諦めない思いが生み出した「奇跡」がテレポート能力まで奪い取った。これによりヴェンツェルは切り札である「時空制御塔」を起動させるが、これもフェザリアンたちによって墜落させられてしまう。時空制御塔の最終決戦にて致命傷を負い塔から落下するも、ゲヴェルの力を完全解放。醜い怪物と化してカーマインたちの前に立ちはだかる。しかしこの姿で生きられるのはわずか一日であり、カーマインと同様に彼自身も期限付きの命となってしまった。世界もろとも道連れに滅びようとするが、カーマインたちの「諦めない思い」の前に再び敗北し、自分がなぜ負けたのかもわからないまま今度こそ滅び去った。
初回版ではラスボス撃破後に使用する筈のパワーストーンが戦闘前にも使用可能であり、その所為で最終形態と戦わずしてエンディングを迎えてしまうというバグがあった（BEST版以降は修正されている）。
ベルガーとは対立する組織間でのリーダー同士であり、彼を捕らえゲヴェルとの融合実験を行ったので面識があった。
『II』にてグローシアン王時代のことがさらに詳しく判明する。元々は善良な王であったが、ゲヴェルの始祖であるゲーヴァスの魂の一部を自身に封印したことで豹変してしまったという。
PSP版に実装された新規ルートではジャスティンによって計画が狂わされ、ラストボスの座を追いやられる事になる。ルイセからグローシュを奪い、逃走の最中にジャスティンたちから襲撃を受ける。真の力を取り戻す前にグローシュを奪われてしまい、殺されかけたところをカーマインたちに助けられ捕縛。ローランディア城の牢獄へ投獄されてしまった。そちらでは設定も変化しており、グローシアン時代の王であったことは変わらないが、「とある事故によりグローシュを失い、負傷し、傷を治すためにコールドスリープに入り現代まで生きてきた」というものになっている（このためゲヴェルと融合いないのか強大な再生能力を持っていないようである）。投獄された後は闇の物質デュンケルスの存在を告げるなど協力する姿勢を見せ始め、時空制御塔の場所を教える条件として自分を連れ出すことを交換条件にする。だがこれは罠であり、制御塔の機能を回復させた後、ガーディアンを呼び出してカーマインたちを殺すつもりであった。しかし逃走したのもつかの間、その間隙をジャスティンに突かれ殺された。
エリオットの義父＆エリオットの義母
声：土門仁 （義父）
ヴェンツェルの命令によりエリオットを育ててきた男女。その正体はシャドー・ナイト。初めは命令に従ってエリオットを育てていたが、次第に愛情を覚えていき、本当の息子のように接していった。しかし、ヴェンツェルにより逆らうと死んでしまうという呪いをかけられていたため最後まで裏切ることができなかった。
命じられるまま破壊活動を行い、カーマインたちと対峙。エリオットを育てたのは命令でしかなかったと述べるが、カーマインたちによって倒された際は本心を語り、エリオットを実の息子同然に思っていたことを告白し息を引き取った。エリオットが仲間にいる場合は会話イベントが追加される。
ゲヴェル（異形）
声：滝下毅
かつて世界を支配しようとした伝説の怪物。全5体存在するが、ここでは本作で暗躍した1体を記す。
元は過去にフェザリアンが原生動物である「ゲーヴ」を改造して作った生物兵器であるが、すぐにグローシアン勢力に捕獲され、裏切られた際の保険として魔法やグローシアンが放つ波動が弱点になるように改造された。ヴェンツェルがゲヴェルとの融合実験により暴走し、同士打ちを始めたことでグローシアンの支配から逃れ、自分の手で人間を支配しようと虐殺を開始したが、民衆に味方していた5人のグローシアン（彼らは後にグローランサーと呼ばれる）たちが自らの身体を魔水晶へと変え、ゲヴェルは封印されていた。
時が経ち何も知らない人々が魔水晶を採掘することで封印されたゲヴェルの1体が復活。たまたま魔水晶鉱山警備の依頼を受けていたベルガー傭兵団を壊滅させたが、団長のベルガーに手傷を負わされ撤退。しかし、ベルガーの力に目をつけたゲヴェルはベルガーの細胞と自らの細胞を掛け合わせて作ったフレッシュゴーレムを作成。以降は自分を生み出したヴェンツェルたちを見習って歴史の裏で暗躍するにいたる。
仲間の姿を探して波動を辿った結果、ヴェンツェルと遭遇。彼を脅して協力させ、バーンシュタインの王子（エリオット）とクローン（リシャール）をすり替えさせ、更には手足となるシャドー・ナイツまで組織させた。リシャールを操って戦争を引き起こさせ、各国を滅ぼして世界征服を果たそうとした。
しかし、謀略の末、カーマインたちに追い詰められ敗北。彼等に敗北したのを悔やみながら、仮面騎士たちと同じように溶解して死亡した。
自分の肉体から要塞や分身であるユングを生み出したり、人間の細胞と掛け合わせてフレッシュゴーレムを生み出すなどさまざまな能力を持っている。切り札としてユングを取り込むことで巨大化することが可能。
なお、ヴェンツェルと再会した理由については自分と同じ波動を辿った結果出会ったという。このゲヴェルは5体のうちの1体に過ぎず、他のゲヴェルも封印されているという。なお、フレッシュゴーレムたちはゲヴェルの波動を受けることで生きているため、彼が死ぬと生命維持ができず死亡する運命にある。
PSP版の新規ルートではランザック王城の地下にもう一体のゲヴェルが封印されていたことが発覚。王城を破壊して復活するもジャスティンたちによって討ち取られている。また他のゲヴェルも登場しており、こちらは「ゲヴェル（闇）」と表記されている。闘技場を襲撃したがカーマインたちにより討ち滅ぼされた。
ラルフ
声：野島健児
ゲヴェルによってベルガーの細胞と掛け合わせて生み出されたフレッシュゴーレムの1人。ゲヴェルのスパイとして人間社会に送り込まれ、豪商であるハウエル家に引き取られている。優れた才覚を見せ、将来を期待されたがゲヴェルの洗脳により家を飛び出した。そしてカーマインの生き別れの兄と偽ってルイセに近付き、計画の障害になる者と見なし殺害しようとした。計画は失敗し、敗北。死亡した。
彼の死により、ハウエル家は衰退していくこととなる。
仮面騎士
ゲヴェルによってベルガーの細胞と掛け合わせて生み出されたフレッシュゴーレム。カーマインやラルフのように、各国へは送り込まれずゲヴェルの手足となって活動する。また、邪魔者となるサンドラやエリオット、その母を殺害する刺客として送り込まれる。ユングの育成や巣を警備している者もいる。
巣を警備していた彼らと対峙したウォレスが驚いてしまうほど、ベルガーと酷似した剣技を使う。その実力はライエルやオスカーに引けを取らず、二人と一日中戦い続けてもまったく疲労を感じないほど。また当時のインペリアル・ナイトと互角に渡り合ったウォレスも、仮面騎士の二人を相手では分が悪く敗北している。
しかし、ゲヴェル同様グローシアンの存在には弱く、大幅にパワーダウンを引き起こしてしまう。後にゲヴェルがカーマインたちに敗れ、存在の源である波動が途切れたことで全員死亡した。
ユング
ゲヴェル自身の細胞から作りだされたモンスター（ゲヴェルのクローン）。近接戦闘に長けたタイプと爪を延ばして攻撃する中距離タイプの二種類が存在する。このモンスターは元々ゲヴェルの一部であり、本体であるゲヴェルに取り込まれることで彼をパワーアップさせることが可能。卵から生まれ人間をエサにしている。
続編『II』では、『I』の混乱期の際、各都市で暴れていたことが判明する。

### その他
ベルガー
声：稲田徹
元ベルガー傭兵団の団長で、ウォレスが探している人物。この物語の多くの鍵を握る。ゲヴェルとの戦いにより記憶喪失となり、現在はラシェルの保養所で患者として過ごしている。
その正体はグローシアン王朝時代の人間であり、人類の支配を目論んだヴェンツェルに反抗するレジスタンスのリーダーであった。捕らわれた後は実験体としてゲヴェルと融合させられたため、ゲヴェルの波動を持つ。ヴェンツェルもまたゲヴェルと融合を試みるが失敗。暴走したのを機に脱出し、奪ったパワーストーンの力により現代へと飛ばされた。
その後は傭兵団の団長となり、シエラと結婚。ゼノスの父となる。シエラが病死した後はカレンの母（継母）と再婚するも部隊がゲヴェルに襲撃された際に行方不明となってしまう。このことで継母が過労死したため、ゼノスに怨まれることになった。
中盤にて保養所を襲撃したゲヴェルと遭遇したことでかつての記憶を取り戻す。終盤ではカーマインに自分が持つゲヴェルの波動を移植しわずかな間だけ延命させた。そしてヴェンツェルの攻撃により致命傷を負い、死亡。しかしその意志と強さは間違いなくカーマインに受け継がれていた。
その実力はゲヴェルも認めており、彼の血肉からクローン人間（仮面騎士）たちを生成したほど。カーマインや仮面騎士たちの強さはゲヴェル細胞とベルガー自身の実力によるものである。
シエラ
ベルガーの最初の妻でゼノスの母。物語開始時点で既に故人。愛のために死してなお想いは消えず、幽体となってカーマインとベルガーを見間違え指輪（パワーストーン）と「あの子（ゼノス）」のことを託した。奇縁にもこの後、カーマインはゼノス、カレンと知り合うことになる。ベルガーの死に際に再び姿を現し、彼と共に天へと昇って行った。
オズワルド
声：田中一成
グレンガルの弟が率いる盗賊団の副頭領。手斧を投げつける技の使い手。グレンガルより密かに依頼を受ける形で数々の陰謀に関わる。頭領がライエルの手で倒されて以降は、自ら頭領となる。以後はグレンガルと手を組み、彼の手足となって活動する。しかし、ゲヴェルが倒れ、終盤には完全にストーリーから離脱し登場しなくなる。声優のインタビューによれば生存しているとのこと。
グレンガル
声：中井和哉
戦乱の中で暗躍する武器商人。グローシュ結晶などさまざまな物を持っており、それらを戦争当事者に売りつけて荒稼ぎしている。また、自身もなかなかの戦闘能力を有しているが、それらは金に物を言わせて装備を充実させた結果。いかに「金」を手にするかを第一としており、そのために戦火を拡大させかつ長続きさせるかに策略を巡らす。弟はオズワルドが属する盗賊団の頭領であり、弟がライエルに討たれてからはオズワルドと手を組み手足として使っていた。中盤ではカーマインたちの妨害を行うが、モンスター使い戦では逆に協力（戦争を長引かせるため）。三度目の邂逅では、盗賊団を率いてカーマインたちの妨害を行い、欲に塗れた本性を現す。敗北し、最期を迎えるその時まで「金」のことしか考えなかったためルイセから「可哀想な人」と同情された。
『II』では名前こそ言明されないものの、彼の手でリング=ウェポンが売り捌かれ、結果バーンシュタイン王国など各方面で採用されるきっかけを作ったことになっている。
ジャスティン
声：増谷康紀
PSP版の追加キャラクターであり、新規ルートのラストボス。メルフィたちと世界を旅している青年で物腰が柔らかく、主人公たちにも優しく接する。メルフィのことを常に気遣っており、フェザリアンに対する人間の差別に疑問を持っている。戦争を嘆き物思いにふけるなど正義感の強い人物である事を伺わせていた。
その正体は元の世界から使者であり、自分たちの世界が救われたこと、そして闇の物質デュンケルスの存在を知らせるために過去にこの世界を訪れ、世界を一つに戻すべくヴェンツェルと接触していた。だがグローシアンとフェザリアンとの戦争に巻き込まれ、ジャスティンの仲間（メルフィの両親）たちは死亡。これによって戦争とそれを生み出す人間たちを激しく憎悪するようになる。更にはヴェンツェルが元の世界まで侵略しようとしていたことも拍車をかけ「歪んだ正義」を生み出すに至ってしまった。以後はこの世界を滅ぼすために行動するようになる。
しかしそれは表向きの理由であり、真の正体は元の世界の大統領を失脚させるために送り込まれた刺客。始めから使者（仲間）たちを殺し計画を失敗させることが目的であった。そのためグローシアンの仕業に見せかけメルフィの両親及び仲間たちを殺害した。「歪んだ正義」の持ち主であるものの、元の世界（故郷）を守りたいという気持ちだけは本物だと語る。
戦争がなくなった元の世界に問題の種となるこの世界の存在を持ち込むことは避けようとしており、手段を選ばぬ「歪んだ正義」を振りかざし、時空分離を引き起こさせることで闇の物質デュンケルスをこの世界に降り注がせ、「闇落とし」によって人間全てを怪物に変異させて世界を滅ぼそうとする。時空制御塔の戦いによりカーマインたちに敗れ、負傷しながらも「この世界を滅ぼし故郷を救う」という執念だけ立ち上がり、自らの中に眠るゲヴェル細胞によって闇そのものの醜い怪物と化し最期の戦いを繰り広げる。その「歪んだ正義」も通常ルートのヴェンツェルと同様、カーマインたちの「諦めない思い」によって打ち破れ、消滅した。
闇の凝縮体（自我を得たゲヴェル細胞）
PSP版のみに登場。主人公、リシャール、アメリアの三人が持つ「ゲヴェル細胞」が分離し、自我を得た存在。姿は三人と酷似しているが、中身は邪悪そのものであり、「この世を破壊する闇」である。新規ルートのラストバトル前哨戦に戦うことになる。

## 用語
グローシュ
大気中に存在するエネルギー。時空のひずみを通して異なる世界から流出している。魔法を使うときに必要となる物だが、微々たる量しか存在しない。一般にひずみの大きい北側に多く存在し、南側には殆ど存在しない。現在では各地に「送魔線」というグローシュを送る装置が設置されており、送魔線に集められたグローシュを使うことでどこでも魔法を使うことができる。本作のフィールド上には常にこのグローシュが漂っている。
本来、人々が暮らしていた元の世界にはグローシュが溢れていたため、人間は魔法文明のみが発達していた。しかしグローシュの無いこちらの世界に移った事で魔法が使えなくなった為にフェザリアンの科学技術が人間に伝わっていった。
グローシアン
グローシュを持って生まれた人々。厳密には自身の中に元の世界へのチャンネルを開き元の世界からグローシュを直接引き出す術を本能的に知っている人々のこと。そのため一般人よりも強大な魔法が使える。日食や月食の日に生まれたごくわずかな人間しかグローシアンになれず、月食＜日食＜皆既月食＜皆既日食の順番で力が強くなる。グローシアンからグローシュを奪うことは「元の世界へのチャンネルを開くための記憶」を奪うことと同義であり、グローシュを奪われた人間は廃人となってしまう。
グローシュを一度失い、また得ることによってさらに強大な力を使うことができる真のグローシアンとなる。グローシアン支配時代は本来こちらをグローシアンと呼んでいたがグローシアン支配時代終焉とともにグローシアンの詳細が不明となりグローシュを持って生まれた人々をグローシアンと呼ぶようになっている。
フレッシュゴーレム
肉でできた生きたゴーレム。魔導生命体の一種。劇中では主に仮面騎士のことを指す。
時空のひずみ
かつて、陽光が弱まり滅びつつあった世界からこちらの世界に移住するため時空干渉で2つの世界を融合した際、不完全であったためにできた偶然の産物。グローシュはここを通して元いた世界から流れ出している。北側に存在するので、北に行くほどグローシュが濃くなる。現在いる人間（とフェザリアン）は全て、元は異なる世界のモノであるため、時空のひずみが大きくなると世界が分裂し元の世界に戻されてしまう。元の世界は生存不可であるとされているため、世界が元に戻ると人類は死滅することになる。
後の『グローランサーIII』にて、そちらの主人公達の活躍で元の世界は既に救われていた事が判明する。PSP版新規ルートではそれを踏まえ、世界が分かれると闇の物質デュンケルスが流れ込み人類はモンスター化して結局全滅するという設定になっている。
三国大陸
ローランディア王国、バーンシュタイン王国、ランザック王国を一まとめにした呼び名。
ローランディア王国
カーマインの母国。穏健なアルカディウス王が統治するため治安の良い国となっている。
バーンシュタイン王国
大陸最強のインペリアル･ナイト騎士団を擁する王国。国政もインペリアル・ナイツ・マスターも王であるリシャール自らが勤める権力一点集中型。他国を力で支配する軍事路線を取る。
ランザック王国
領土が南に位置するため魔法が他二国に及ばない代わりに、屈強な戦士たちが多く、武力で他の二国と肩を並べている王国。魔法技術を少しでも他国と差を埋めるためヴェンツェルを擁したりもしている。もともと多数の部族が集まって建国した国なので国内の結束力はあまり強くない。
魔法学院
魔法や魔法技術の悪用を防ぎ管理するためにローランディアとバーンシュタインが共同で作った魔法学問施設。場所も両国の国境上にあり完全な中立施設となっている。ルイセ、ミーシャらをはじめ多くの学生が存在するが学問所よりも研究所としての役割が強い。新たな魔法、魔法技術の発見や開発を目標に研究を続けている。
インペリアル・ナイト
バーンシュタイン王国近衛第一騎士団所属騎士。一人で兵士100人を相手にできる力を持ち大陸最強と言われている。叙任には実力だけでなく一流の品格や知性なども要される。登場するインペリアル・ナイトはアーネスト、オスカー、ジュリア、そしてマスターのリシャールの4人。
シャドー・ナイト
バーンシュタイン王国所属諜報部隊。暗殺やスパイ活動など裏の仕事を引き受けるいわゆるバーンシュタインの裏の顔。秘密裏に作られた組織ゆえ、その存在を知るものはごく少数。
フェザリアン
背中に羽を持つ人種。空に隔離されたフェザーランドに住む。魔法は使えないが人間よりも高度な科学力を持つ。個よりも集団を重視する考え方を持ち、戒律を遵守し、破ったものには厳しい罰を与える。元の世界から人間と協力して移住してきた種族であり、この世界で文明の柱であった魔法を失った人間達に自分達の科学技術を伝えた。しかしその技術を用いて戦争を続け、フェザリアンさえも利用しようとした人類を見限り、空の国フェザーランドに閉じこもってしまっていた。ある出来事から関わりを持ったカーマインたちの姿を見て、徐々に人間に対する見方を改めていく
時空干渉能力
2つの世界の生物の要素を併せ持つ者が使用できる、一時的に時空のひずみを大きくして多くのグローシュを生み出す能力。またそれを利用して周囲の人間をグローシアンにすることもできる。ただし、極度の疲労が伴う上に、時空のひずみを大きくしてしまうため多用はできない。
パワーストーン
世界の因果律を歪めさまざまな奇跡を起こす秘石。しかし使用後は大規模な自然災害が起こったりとその副作用は大きい。使用回数のチャージにはわずか1回でも10年単位の年月を要し、また、精製には一国の民ほどのグローシアンを必要とするため現存する物以外の精製はほぼ不可能。
ダンディーブック
シリーズ全編に渡って登場するアイテム。イケてる男の身だしなみについて書かれた本で、内容を会得した者は異性同性を問わず人を惹きつけると言う。主人公のみが使用出来るアイテムであり、使用するとカリスマ（魅力）が上昇し、仲間達全員の好感度を上げることが出来る。ただし、地道にイベントを起こして上げる量には及ばない。
M2
マテリアルマスター。クリア後に入手可能なアイテムで、装備するとゲームバランスを崩壊させるほどパラメータが爆発的に上昇する。本作は周回プレイでは引き継げる要素はないが、このアイテムによって実質的なつよくてニューゲームとなる。以降、全てのシリーズに登場するが、入手には条件が必要だったり、本作ほどは強くはなれないなど、違いはある。
ティピの可能性
メニューアイコンのティピの姿を変えられるオマケ要素的アイテム。裏技を使えばすべて入手できるが、そうするとティピとのエンディングが見れなくなる。

## スタッフ
- ディレクター　高田慎二郎
- キャラクターデザイン　うるし原智志
- シナリオ　葉月陽
- サウンド　岩垂徳行